# Barile (Potenza)
Barile (albanès Barilli) és un municipi italià, dins de la província de Potenza. Ocupa una superfície de 24,13 quilòmetre quadrat i tenia 2,555 habitants a l'1 gener 2023.. És un dels municipis on viu la comunitat Arbëreshë. Limita amb els municipis de Ginestra, Melfi, Rapolla, Rionero in Vulture, Ripacandida i Venosa.

## Administració
| Període | Identitat       | Partit         |
| ------- | --------------- | -------------- |
| 2006-   | Francesco Botte | Centreesquerra |